# Genitální piercing
Genitální piercing je druh piercingu, při němž se piercingový šperk umisťuje v oblasti vnějších pohlavních orgánů (genitálií) muže či ženy. Tento druh piercingu se vpravuje do řady genitálních oblastí a jednotlivé typy mají své vlastní názvy. U žen patří mezi tyto oblasti například velké a malé stydké pysky, kapuce klitorisu a hráz. U mužů se jedná například o žalud penisu, uzdičku, šourek a rovněž hráz. U obou pohlaví je genitální piercing podstupován zejména z důvodů estetické dekorace a sexuální stimulace. Uváděno je též sexuální sebevyjádření, zvýšení sexuálního prožitku a jedinečnost. Genitální piercing je taktéž používán v BDSM komunitě (vztah otrok–pán).
Doba hojení se u genitálních piercingů pohybuje v průměru kolem půl roku, v případě pohlavního styku před úplným zahojením se však tato doba může prodloužit. Případný pohlavní styk, který by proběhl ještě před plným zahojením, také zvyšuje riziko infekcí.

## Historie
Genitální piercingy zmiňuje v souvislosti se sexuální rozkoší již Kámasútra. Používání mužského genitálního piercingu mělo být údajně po určitou dobu trendem ve viktoriánském období, jež dalo jméno i jednomu z jeho nejrozšířenějších typů, známému jako Princ Albert. Ten měl být pojmenován po Albertu Sasko-Kobursko-Gothajském, manželovi britské královny Viktorie. Ve viktoriánské době nosili muži ve vysokých společenských vrstvách extrémně upnuté kalhoty. Z toho důvodu si měl Albert opatřit penis kovovým prstencem, který mu umožňoval upnout jej v kalhotách pomocí háčku umístěného na vnitřní straně pravé či levé nohavice. Důkazy, které by tuto historku potvrzovaly, jsou nicméně zpochybňovány. Věrohodné informace o piercingu stydkých pysků v moderní době pak pocházejí až z Německa po druhé světové válce.
Ženský genitální piercing byl v roce 1985 zakázán ve Spojeném království v rámci zákona o zákazu ženské obřízky. Ten „zakazuje řezání, propichování či jiné modifikování ženského genitálu z jiných než lékařských důvodů.“ V praxi však tento zákon míní především zákroky, které jsou na mladých ženách prováděny proti jejich vůli.

## Komplikace
Mezi možné zdravotní komplikace genitálních piercingů patří infekce, záněty či ruptura (roztržení) kůže. U infekcí se jedná například o infekci močových cest či varlat (z piercingu šourku), u zánětů pak o pánevní zánět či o zánět prostaty (prostatitida). V obou případech může nastat vzestupný charakter onemocnění, který může mít v případě neléčení za následek neplodnost. V souvislosti s infekcí je rovněž zmiňován častý původce infekcí močových cest, bakterie Escherichia coli, pocházející z periuretrální mikroflóry. Genitální piercing rovněž představuje zvýšené riziko přenosu sexuálně přenosných nemocí. Mezi další možné komplikace patří u mužů, v důsledku nesprávně vpraveného piercingu, poškození velkých cév či nervů. V případě příliš těsného nebo malého kroužku vpraveného do penisu může nastat komplikace při erekci, případně mohou penilní kroužky též způsobit priapismus. Některé druhy ženských genitálních piercingů mohou způsobovat obtíže při porodu a u některých typů mužských i ženských genitálních piercingů existuje riziko poškození kondomu při pohlavním styku. Genitální piercing se rovněž nedoporučuje u dospívajících osob, u kterých by mohl růst způsobit komplikace.
U genitálního piercingu je důležité podstoupit jeho vpravení u kvalifikovaného piercera. Neodborně či chybně vpravený piercing totiž může vést nejenom ke zdravotním komplikacím, ale může rovněž ovlivnit vzrušivost a cit v genitáliích.

## Typy piercingů

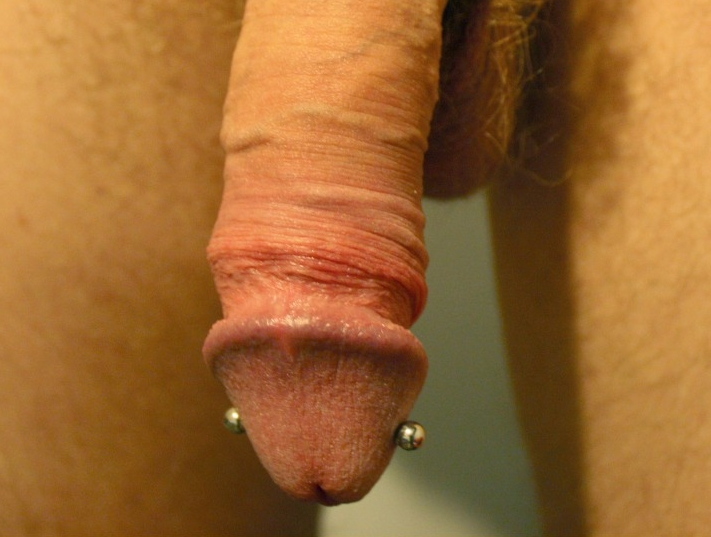
Ampallang

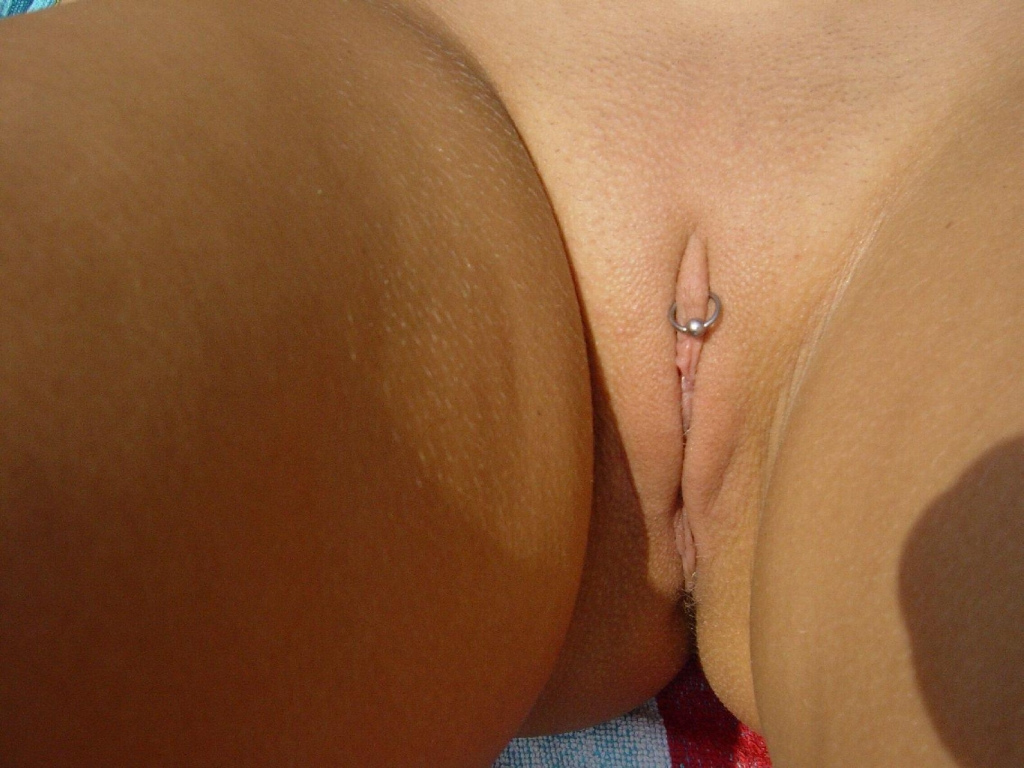
Horizontální piercing kapucky klitorisu

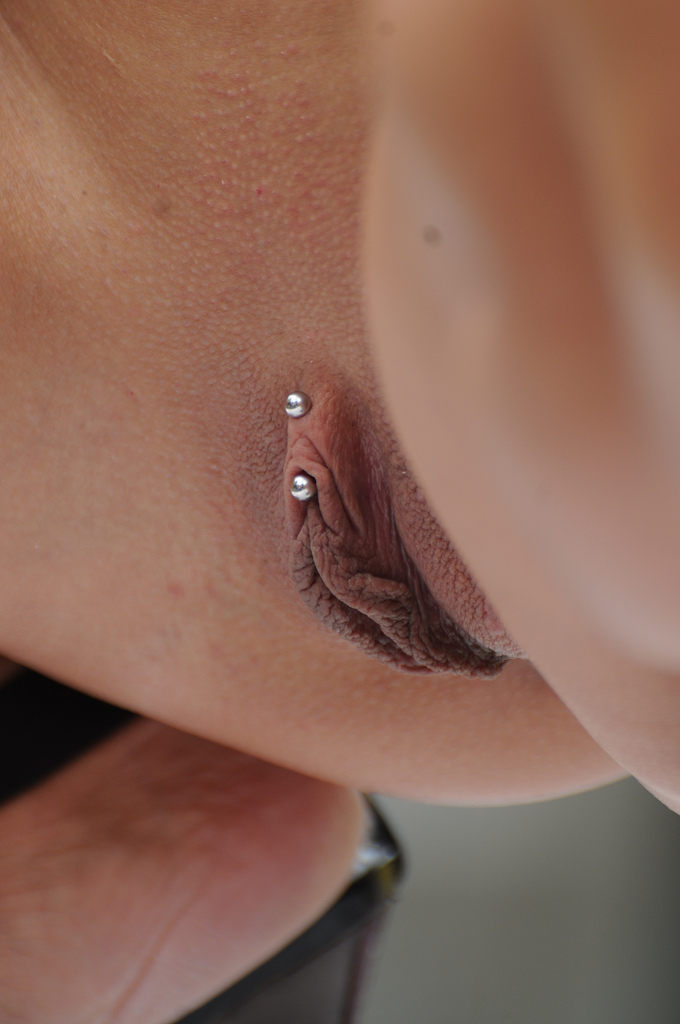
Vertical Hood piercing

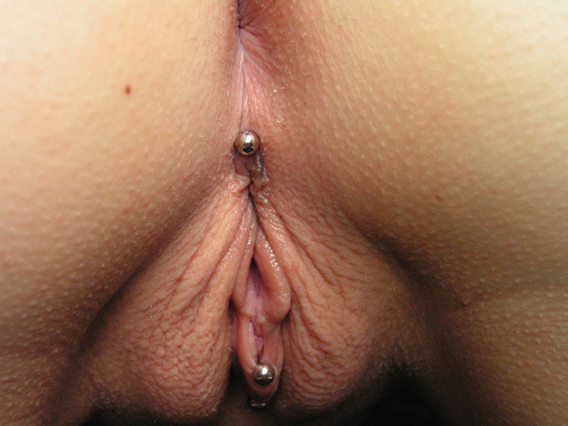
Fourchette piercing

U mužů i žen existuje množství různých typů genitálních piercingů. Pro různé tělesné dispozice však není každý typ piercingu vhodný pro kohokoliv (například variace velikosti jednotlivých stydkých pysků, kapuce klitorisu, apod.). Mezi typy genitálního piercingu patří například:
Mužské
- Ampallang – vodorovný piercing žaludu
- Apadravya – kolmý piercing žaludu
- Dydoe – piercing okraje žaludu
- Frenum – piercing uzdičky
- Guiche – piercing hráze
- Hafada – piercing šourku
- Princ Albert – piercing spodní části žaludu
- Pubic piercing – piercing kořene penisu

Ženské
- Piercing stydkých pysků
- Christina piercing (též Venušin) – piercing stydkého pahorku
- Deep hood piercing
- Female guiche piercing  – horizontální piercing hráze
- Fourchette piercing – vertikální piercing hráze
- Horizontal hood piercing – horizontální piercing kapucky nad klitorisem
- Inner labia piercing (piercing vnitřních stydkých pysků)
- Isabella piercing
- Nefertiti piercing
- Outer labia piercing (piercing vnějších stydkých pysků)
- Princess Albertina
- Princess Diana
- Triangle piercing – piercing pod klitorisem
- Vertical hood piercing – piercing kapucky klitorisu